# Зелёный Гай (Днепровский район)
Зелёный Гай (укр. Зелений Гай) — село, Новониколаевский сельский совет, Днепровский район, Днепропетровская область, Украина.
Код КОАТУУ — 1221486403. Население по переписи 2001 года составляло 52 человека.

## Географическое положение
Село Зелёный Гай находится на берегу реки Мокрая Сура, выше по течению на расстоянии в 2 км расположено село Богдановка (Солонянский район), ниже по течению на расстоянии в 2 км расположено село Новониколаевка.
По селу протекает пересыхающий ручей с запрудой.
К селу примыкает большой массив садовых участков.
Рядом проходит железная дорога, станция Платформа 238 км в 1-м км.